# Relatório Mundial da Felicidade
O Relatório Mundial da Felicidade (em inglês:  World Happiness Report) é uma medição da felicidade publicado pela Rede de Soluções para o Desenvolvimento Sustentável da ONU (SDSN, na sigla em inglês), com base em dados coletados pelo Gallup World Poll. O relatório, cuja primeira edição foi divulgada em 2012 com base em dados de 2011, é feito por especialistas independentes e em 2021-22 foi editado pelo  professor Saïd Jan-Emmanuel De Neve da Universidade de Oxford.
No último índice, publicado em março de 2022, a Finlândia aparece como o país mais feliz do mundo, com a CNN destacando: "pelo quinto ano consecutivo, a Finlândia é o país mais feliz do mundo".

## Metodologia e dados analisados
Os dados são coletados de pessoas em mais de 150 países (em 2021 foram 156) e cada variável mensurada revela uma pontuação média ponderada por população numa escala de 0 a 10, que é monitorada com o passar do tempo e comparada com a de outros países. Atualmente, essas variáveis incluem: PIB per capita real, assistência social, expectativa de vida saudável, liberdade para fazer escolhas, generosidade e percepções de corrupção. Cada país também é comparado a um país hipotético chamado Distopia. Distopia representa as menores médias nacionais para cada variável chave e, juntamente com erros residuais, é usado como ponto de referência de regressão.

## História
Em julho de 2011, a Assembleia Geral da ONU aprovou uma resolução convidando os países membros a medirem a felicidade de seus habitantes e usar os dados para ajudar em suas políticas públicas. Em abril de 2012, houve a primeira Reunião de Alto Nível da ONU sobre a "Felicidade e Bem-Estar: Definindo um Novo Paradigma Econômico", que foi presidida por Jigme Thinley, primeiro-ministro do Butão, o primeiro e único país que até então havia adotado oficialmente a "felicidade interna bruta", ao invés do produto interno bruto, como seu principal indicador de desenvolvimento.
O primeiro Relatório Mundial da Felicidade foi lançado em 1 de abril de 2012 como material base para a reunião. Ele chamou a atenção internacional por ser a primeira pesquisa sobre a felicidade global. O relatório descrevia o estado de felicidade mundial, as causas da felicidade e da miséria, e as implicações políticas destacadas por estudos de caso. Em setembro de 2013, o segundo relatório apresentou a primeira continuação anual e, desde então, os relatórios passaram a ser emitidos todos os anos. A pesquisa utiliza dados do Gallup World Poll. Cada relatório anual está disponível para o público no site World Happiness Report.
Nos relatórios, principais especialistas de várias áreas — economia, psicologia, análise de pesquisa, estatísticas nacionais, entre outros — descrevem como as medições de bem-estar podem ser efetivamente usadas para avaliar o progresso das nações. Cada relatório está organizado por capítulos, que se aprofundam nas questões relacionadas à felicidade, incluindo doenças mentais, benefícios objetivos da felicidade, a importância da ética, implicações políticas e as ligações com a abordagem da OECD para mensurar o bem-estar subjetivo e o Índice de Desenvolvimento Humano.

## Rankings

### 2021
Em 2021-22 o país mais feliz do mundo era a Finlândia, que vinha logo à frente da Dinamarca. O mais infeliz era o Afeganistão.
| Posição | País          |
| ------- | ------------- |
| 1       | Finlândia     |
| 2       | Dinamarca     |
| 3       | Islândia      |
| 4       | Suíça         |
| 5       | Países Baixos |
| 6       | Luxemburgo    |
| 7       | Suécia        |
| 8       | Noruega       |
| 9       | Israel        |
| 10      | Nova Zelândia |

### 2020
No relatório de 2020, com base em dados de 2017 a 2019, a Finlândia foi considerada o país mais feliz do mundo e o Afeganistão (2.567 pontos) aparecia em último lugar entre as 153 nações pesquisadas. Entre os países lusófonos, o Brasil era o primeiro da lista, em 33º lugar com 6.376 pontos, seguido de Portugal (59º) e Moçambique (120º).
| Posição | País          | Pontuação |
| ------- | ------------- | --------- |
| 1       | Finlândia     | 7.809     |
| 2       | Dinamarca     | 7.646     |
| 3       | Suíça         | 7.560     |
| 4       | Islândia      | 7.504     |
| 5       | Noruega       | 7.488     |
| 6       | Países Baixos | 7.449     |
| 7       | Suécia        | 7.353     |
| 8       | Nova Zelândia | 7.300     |
| 9       | Áustria       | 7.294     |
| 10      | Luxemburgo    | 7.238     |

### 2019
A Finlândia estava em 1º lugar novamente e o Brasil havia caído 16 posições no períodos analisado, entre 2015 e 2019, ficando em 32º lugar entre os 156 países da lista.
| Posição | País          | Pontuação |
| ------- | ------------- | --------- |
| 1       | Finlândia     | 7.769     |
| 2       | Dinamarca     | 7.600     |
| 3       | Noruega       | 7.554     |
| 4       | Islândia      | 7.494     |
| 5       | Países Baixos | 7.488     |

### 2018
Em sua 6ª edição, o índice levou em conta dados entre os de 2015 e 2017 e colocou a Finlândia em 1º lugar, seguida pela Noruega. O Brasil havia perdido 6 posições, passando do 22º para o 28º lugar entre 156 países.
| Posição | País      | Pontuação |
| ------- | --------- | --------- |
| 1       | Finlândia |           |
| 2       | Noruega   |           |
| 3       | Dinamarca |           |
| 4       | Islândia  |           |
| 5       | Suíça     |           |

### 2017
O país mais feliz do mundo em 2017 era a Noruega, seguido pela Dinamarca. Os países lusófonos apareciam, respectivamente, em 22º (Brasil), 89º (Portugal), 113º (Moçambique) e 140º (Angola). Em último lugar entre os 155 países estava a República Centro Africana.
| Posição | País          | Pontuação | PIB per capita | Assistência social | Expectativa de vida saudável | Liberdade para fazer escolhas | Generosidade | Confiança | Distopia |
| ------- | ------------- | --------- | -------------- | ------------------ | ---------------------------- | ----------------------------- | ------------ | --------- | -------- |
| 1       | Noruega       | 7.537     | 1.616          | 1.534              | 0.797                        | 0.635                         | 0.362        | 0.316     | 2.277    |
| 2       | Dinamarca     | 7.522     | 1.482          | 1.551              | 0.793                        | 0.626                         | 0.355        | 0.401     | 2.314    |
| 3       | Islândia      | 7.504     | 1.481          | 1.611              | 0.834                        | 0.627                         | 0.476        | 0.154     | 2.323    |
| 4       | Suíça         | 7.494     | 1.565          | 1.517              | 0.858                        | 0.620                         | 0.291        | 0.367     | 2.277    |
| 5       | Finlândia     | 7.469     | 1.444          | 1.540              | 0.809                        | 0.618                         | 0.245        | 0.383     | 2.430    |
| 6       | Países Baixos | 7.377     | 1.504          | 1.429              | 0.811                        | 0.585                         | 0.470        | 0.283     | 2.295    |
| 7       | Canadá        | 7.316     | 1.479          | 1.481              | 0.835                        | 0.611                         | 0.436        | 0.287     | 2.187    |
| 8       | Nova Zelândia | 7.314     | 1.406          | 1.548              | 0.817                        | 0.614                         | 0.500        | 0.383     | 2.046    |
| 9       | Suécia        | 7.284     | 1.494          | 1.478              | 0.831                        | 0.613                         | 0.385        | 0.384     | 2.098    |
| 10      | Austrália     | 7.284     | 1.484          | 1.510              | 0.844                        | 0.602                         | 0.478        | 0.301     | 2.065    |

### 2016
A Dinamarca liderava a lista em 2016, seguida da Suíça. Em último lugar aparecia o Burundi.
| Posição | País          | Pontuação | Mudança em relação ao ano anterior | PIB per capita | Assistência social | Expectativa de vida saudável | Liberdade para fazer escolhas | Generosidade | Confiança |
| ------- | ------------- | --------- | ---------------------------------- | -------------- | ------------------ | ---------------------------- | ----------------------------- | ------------ | --------- |
| 1       | Dinamarca     | 7,526     | -0.401                             |                |                    |                              |                               |              |           |
| 2       | Suíça         | 7,509     | 0.035                              |                |                    |                              |                               |              |           |
| 3       | Islândia      | 7,501     | 0.000                              |                |                    |                              |                               |              |           |
| 4       | Noruega       | 7,498     | 0.082                              |                |                    |                              |                               |              |           |
| 5       | Finlândia     | 7,413     | -0.259                             |                |                    |                              |                               |              |           |
| 6       | Canadá        | 7,404     | -0.041                             |                |                    |                              |                               |              |           |
| 7       | Países Baixos | 7,339     | -0.119                             |                |                    |                              |                               |              |           |
| 8       | Nova Zelândia | 7,334     | -0.097                             |                |                    |                              |                               |              |           |
| 9       | Austrália     | 7,313     | 0.002                              |                |                    |                              |                               |              |           |
| 10      | Suécia        | 7,291     | -0.017                             |                |                    |                              |                               |              |           |